# 黒江S介
黒江 S介（くろえ えすすけ）は、日本の漫画家。

## 来歴
2013年よりリブレのウェブコミック「クロフネ」にて、実在した土佐藩士で土佐勤皇党の盟主武市半平太などの幕末の人物を現代にタイムスリップするコメディ漫画『サムライせんせい』の連載を始め、2015年にテレビ朝日でテレビドラマ化され、2017年には映画化もされた。2024年より『good!アフタヌーン』にてお役所コメディの『タイマド 〜タイムスリッパーおもてなし窓口〜』の連載を開始。

## 作品リスト
- 『サムライせんせい』リブレ〈クロフネコミックス〉全8巻（『クロフネ』2013年11月28日 - 2020年10月25日）
- 『じじいの恋』リブレ〈クロフネCOMICS くろふねピクシブシリーズ〉全1巻（『クロフネピクシブ』2021年[3]）
  - 『じじいの恋 命短し恋せよ老人』リブレ〈クロフネCOMICS くろふねピクシブシリーズ〉、2022年4月20日発売[4]、ISBN 978-4-7997-5675-1
- 『タイマド 〜タイムスリッパーおもてなし窓口〜』講談社〈アフタヌーンKC〉既刊2巻（『good!アフタヌーン』2024年9号[2] - ）
  1. 2025年1月7日発売[5][6]、ISBN 978-4-06-538084-0
  2. 2025年8月6日発売[7]、ISBN 978-4-06-540398-3